# NGC 4767
NGC 4767 é uma galáxia elíptica (E) localizada na direcção da constelação de Centaurus. Possui uma declinação de -39° 42' 52" e uma ascensão recta de 12 horas, 53 minutos e 52,9 segundos.
A galáxia NGC 4767 foi descoberta em 21 de Abril de 1835 por John Herschel.